# Pianzano
Pianzano è una frazione del comune di Godega di Sant'Urbano, in provincia di Treviso, di quasi 2 000 abitanti.

## Origini del nome
Il toponimo Pianzano è latino ed è legato alla centuriazione romana.

## Monumenti e luoghi d'interesse

### Architetture religiose
- Chiesa di San Lorenzo martire. Originariamente dipendente dalla pieve di San Fior e parte del patriarcato di Grado[2], diventò parrocchia probabilmente nel 1487. Una chiesa della metà XVI secolo fu distrutta durante la seconda guerra mondiale; quella attuale fu consacrata nel 1947.[3]
- Chiesa di San Giuseppe. Costruita fra il 1929 e il 1934 in stile gotico.[4]

### Architetture civili
- Villa Amalteo Lucheschi. Residenza neoclassica del XVIII/XIV secolo, progettata dall'architetto Francesco Riccat per Giovan Battista Amalteo.[5][6]
- Villa Pera. Residenza del XVIII secolo con un parco di 5 000 metri quadrati.[7][8]

## Infrastrutture e trasporti
A Pianzano vi è una stazione della ferrovia Venezia-Udine.